# Anthony Dawson
Anthony Dawson, född 18 oktober 1916, död 8 januari 1992, var en brittisk (skotsk) skådespelare.
Han filmdebuterade 1943 i filmen They Met in the Dark och medverkade därefter i flera brittiska filmer innan han flyttade till USA på 1950-talet. Där medverkade han bland annat i Alfred Hitchcocks Slå nollan till polisen (1954). Efter ett tag återvände han till England och medverkade bland annat i Hammers Varulvens förbannelse (1961) och James Bond-filmen Agent 007 med rätt att döda (1962). Han syntes även som siluett i de kommande Bondfilmerna Agent 007 ser rött samt Åskbollen i vilka han spelade Ernst Stavro Blofeld. Från slutet av 1960-talet medverkade han i ett antal italienska filmer, som Hämndens timme, vilket lett till att han ibland förväxlats med regissören Antonio Margheriti som också använde sig av namnet Anthony Dawson som pseudonym.